# Thinophilus setulipalpis
Thinophilus setulipalpis är en tvåvingeart som beskrevs av Mario Bezzi 1906. Thinophilus setulipalpis ingår i släktet Thinophilus och familjen styltflugor. Inga underarter finns listade i Catalogue of Life.